# Rhododendron wallichii
Rhododendron wallichii är en ljungväxtart som beskrevs av Joseph Dalton Hooker. Rhododendron wallichii ingår i släktet rododendron, och familjen ljungväxter. Inga underarter finns listade i Catalogue of Life.

## Bildgalleri

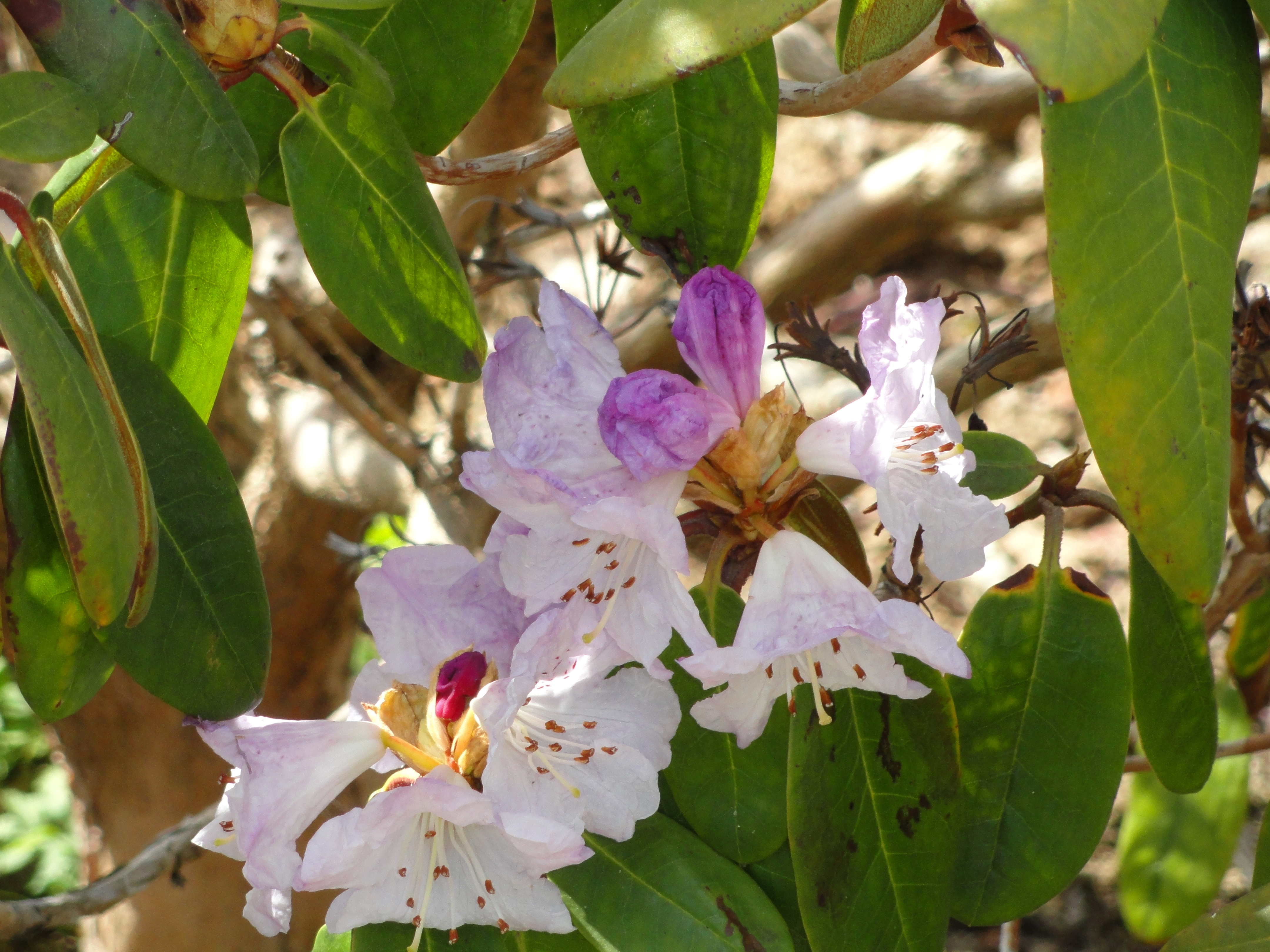